# Вулиця Решетилівська (Полтава)
Ву́лиця Решети́лівська — одна з найбільших вулиць Полтави, розташована у Київському районі. Пролягає від Київської площі до межі міста. Довжина вулиці — близько 4 км.

## Історія
Вперше спогади про цю вулицю з’являються наприкінці 19 століття, коли розширилися межі міста Полтава.
До 1965 року вона мала назву Велика Решетилівська.
1979 року, в часи радянської окупації, була перейменована на честь маршала Бірюзова.
2023 року їй повернули історичну назву – Решетилівська.

## Сусідні вулиці
До вулиці Решетилівської прилучаються: вулиці Соборності, Тролейбусна та Зіньківська, провулок Деревообробний, вулиця Героїв-пожежників, провулки Івана Світличного, Прядильний, Великий, Шевченка, вулиці Петра Юрченка, Гожулівська, Героїв ОУН, провулки Микитенка, Стефаника, вулиці Виноградна, Великотирнівська, Механізаторів, Комбайнерів, провулок Перспективний, бульвар Української Авіації, вулиці Заводська, Квітнева, Різдвяна, Липнева.